# Liste der National Historic Landmarks in Alaska
Die Liste der National Historic Landmarks in Alaska führt alle Objekte und Stätten im US-amerikanischen Bundesstaat Alaska auf, die vom Innenministerium der Vereinigten Staaten zur National Historic Landmark erklärt wurden. Im Rahmen dieses Programms werden Bauwerke, Ensembles und Objekte wegen ihrer besonderen nationalen Bedeutung unter Schutz gestellt.
Zwischen 1960 und 2005 wurde in Alaska 48 historischen Stätten der Status einer National Historic Landmark zuerkannt. Hierbei handelt es sich überwiegend um Fundplätze aus der Zeit der frühesten Besiedelung, russisches Kolonialerbe und Schauplätze des Zweiten Weltkriegs. Zwei weiteren Stätten wurde der Status inzwischen wieder aberkannt.

## National Historic Landmarks
|    | Name                                                         | Bild | Datum der Zuerkennung | Ort                     | Borough / Census Area | Beschreibung |
| -- | ------------------------------------------------------------ | ---- | --------------------- | ----------------------- | --------------------- | --- |
| 1  | Adak Army Base and Adak Naval Operating Base                 |      | 27. Februar 1987      | Adak Station            | Aleutians West        | Ausgangspunkt für den amerikanischen Angriff auf die im Zweiten Weltkrieg von Japan besetzten Aleuten-Inseln Kiska und Attu (Schlacht um die Aleuten)    |
| 2  | Alaska Native Brotherhood Hall                               |      | 2. Juni 1978          | Sitka                   | Sitka                 | |
| 3  | Amalik Bay Archeological District                            |      | 4. April 2005         | King Salmon             | Lake and Peninsula    | |
| 4  | American Flag Raising Site                                   |      | 13. Juni 1962         | Sitka                   | Sitka                 | Ort der Flaggenzeremonien nach dem Kauf Alaskas von Russland 1867 und der Erhebung Alaskas zum 49. Bundesstaat der USA 1959                              |
| 5  | Anangula Site                                                |      | 2. Juni 1978          | Nikolski                | Aleutians West        | Ort der ersten Zeichen einer menschlichen Besiedlung der Aleuten                                                                                         |
| 6  | Attu Battlefield and U.S. Army and Navy Airfields on Attu    |      | 4. Februar 1985       | Attu Island             | Aleutians West        | Ort der einzigen Kampfhandlungen auf US-amerikanischem Boden während des Zweiten Weltkriegs                                                              |
| 7  | Bering Expedition Landing Site                               |      | 2. Juni 1978          | Kayak Island            | Valdez-Cordova        | Ort des Erstkontakts zwischen Ureinwohnern Alaskas und Europäern                                                                                         |
| 8  | Birnirk Site                                                 |      | 29. Dezember 1962     | Barrow                  | North Slope           | 16 prähistorische Grabhügel der Birnirk und Thule-Kulturen                                                                                               |
| 9  | Brooks River Archeological District                          |      | 19. April 1993        | Katmai-Nationalpark     | Bristol Bay           | |
| 10 | Cape Krusenstern Archeological District                      |      | 7. November 1973      | Kotzebue                | Northwest Arctic      | |
| 11 | Cape Nome Mining District Discovery Sites                    |      | 2. Juni 1978          | Nome                    | Nome                  | Goldfundstellen mit geschichtlicher Bedeutung für den Goldabbau in Alaska                                                                                |
| 12 | Chaluka Site                                                 |      | 29. Dezember 1962     | Nikolski                | Aleutians West        | Prähistorische Fundstelle |
| 13 | Chilkoot Trail and Dyea Site                                 |      | 16. Juni 1978         | Skagway                 | Skagway               | Eine der Hauptrouten zu den Goldfeldern am Klondike River in den späten 1890ern (Klondike-Goldrausch)                                                    |
| 14 | Church of the Holy Ascension                                 |      | 15. April 1970        | Unalaska                | Aleutians West        | |
| 15 | Dry Creek Archeological Site                                 |      | 2. Juni 1978          | Healy (Alaska)          | Yukon-Koyukuk         | |
| 16 | Dutch Harbor Naval Operating Base and Fort Mears, U.S. Army  |      | 4. Februar 1985       | Unalaska                | Aleutians West        | |
| 17 | Eagle Historic District                                      |      | 2. Juni 1978          | Eagle                   | Southeast Fairbanks   | |
| 18 | Fort Durham Site                                             |      | 2. Juni 1978          | Taku Harbor             | Juneau                | Einer von drei Handelsposten der Hudson’s Bay Company in Alaska                                                                                          |
| 19 | Cape Field at Fort Glenn                                     |      | 28. Mai 1987          | Fort Glenn              | Aleutians West        | |
| 20 | Fort William H. Seward                                       |      | 2. Juni 1978          | Haines                  | Haines                | |
| 21 | Gallagher Flint Station Archeological Site                   |      | 2. Juni 1978          | Sagwon                  | North Slope           | Älteste archäologische Fundstelle im nördlichen Alaska, 1970 entdeckt während der Bauarbeiten zur Trans-Alaska-Pipeline                                  |
| 22 | Holy Assumption Orthodox Church                              |      | 15. April 1970        | Kenai                   | Kenai Peninsula       | |
| 23 | Ipiutak Site                                                 |      | 20. Januar 1961       | Point Hope Peninsula    | North Slope           | |
| 24 | Iyatayet Site                                                |      | 20. Januar 1961       | Cape Denbigh Peninsula  | Nome                  | |
| 25 | Sheldon Jackson School                                       |      | 7. August 2001        | Sitka                   | Sitka                 | Älteste höhere Lehranstalt in Alaska |
| 26 | Kake Cannery                                                 |      | 9. Dezember 1997      | Kake                    | Petersburg            | |
| 27 | Kennecott Mines                                              |      | 23. Juni 1986         | Kennicott               | Valdez-Cordova        | Ort von Kupferfunden im Jahr 1900 und darauf folgendem Bergbau                                                                                           |
| 28 | Kijik Archeological District                                 |      | 12. Oktober 1994      | Lake-Clark-Nationalpark | Bristol Bay           | |
| 29 | Japanese Occupation Site, Kiska Island                       |      | 4. Februar 1985       | Kiska Island            | Aleutians West        | |
| 30 | Kodiak Naval Operating Base and Forts Greely and Abercrombie |      | 4. Februar 1985       | Kodiak                  | Kodiak Island         | |
| 31 | Ladd Field                                                   |      | 4. Februar 1985       | Fairbanks               | Fairbanks North Star  | |
| 32 | Leffingwell Camp Site                                        |      | 2. Juni 1978          | Flaxman Island          | North Slope           | Lagerplatz des Geologen und Polarforschers Ernest de Koven Leffingwell                                                                                   |
| 33 | Nenana (Dampfschiff)                                         |      | 5. Mai 1989           | Fairbanks               | Fairbanks North Star  | |
| 34 | New Russia Site                                              |      | 2. Juni 1978          | Yakutat                 | Hoonah-Angoon         | 1805 von den Tlingit angegriffener und zerstörter russischer Handelsposten                                                                               |
| 35 | Onion Portage Archeological District                         |      | 2. Juni 1978          |                         | Northwest Arctic      | Bedeutende Ausgrabungsstätte, menschliche Präsenz seit Jahrtausenden                                                                                     |
| 36 | Palugvik Site                                                |      | 29. Dezember 1962     | Hawkins Island          | Valdez-Cordova        | |
| 37 | Russian-American Building #29                                |      | 28. Mai 1987          | Sitka                   | Sitka                 | |
| 38 | Russian-American Magazin                                     |      | 13. Juni 1962         | Kodiak                  | Kodiak Island         | |
| 39 | Russian Bishop’s House                                       |      | 13. Juni 1962         | Sitka                   | Sitka                 | Eines von vier noch existierenden Beispielen für russischen Kolonialstil in der westlichen Hemisphäre                                                    |
| 40 | St. Michael’s Cathedral                                      |      | 13. Juni 1962         | Sitka                   | Sitka                 | Erste nachweisbare russische Präsenz in Nordamerika |
| 41 | Seal Island Historic District                                |      | 13. Juni 1962         | Pribilof Islands        | Aleutians West        | |
| 42 | Sitka Naval Operating Base and U.S. Army Coastal Defenses    |      | 11. August 1986       | Sitka                   | Sitka                 | |
| 43 | Sitka Spruce Plantation                                      |      | 2. Juni 1978          | Unalaska                | Aleutians West        | Erstes aufgezeichnetes Aufforstungs-Projekt in Nordamerika. Von russischen Siedlern 1805 begonnen, um Unalaska von Holzlieferungen unabhängig zu machen. |
| 44 | Skagway Historic District and White Pass                     |      | 13. Juni 1962         | Skagway und White Pass  | Skagway               | |
| 45 | George C. Thomas Memorial Library                            |      | 2. Juni 1978          | Fairbanks               | Fairbanks North Star  | Ort des Treffens zwischen Vertretern der Vereinigten Staaten und Ureinwohnern Alaskas zur Regelung von Gebietsansprüchen im Jahr 1915                    |
| 46 | Three Saints Bay Site                                        |      | 2. Juni 1978          | Old Harbor              | Kodiak Island         | Ort der ersten russischen Siedlung in Alaska im Jahr 1784                                                                                                |
| 47 | Wales Site                                                   |      | 29. Dezember 1962     | Wales                   | Nome                  | |
| 48 | Yukon Island Main Site                                       |      | 29. Dezember 1962     | Yukon Island            | Kenai Peninsula       | |